# Morning Glory (film fra 1933)
Morning Glory er en amerikansk romantisk dramafilm fra 1933, instrueret af Lowell Sherman. Filmen har Katharine Hepburn, Douglas Fairbanks Jr. og Adolphe Menjou i hovedrollerne. Den fortæller historien om en ivrig ung skuespillerinde og hendes rejse til stjernestatus, og hvad hun mister som følge heraf.
Manuskriptet blev skrevet af Howard J. Green baseret på skuespillet Morning Glory af Zoë Akins.
Katharine Hepburn modtog en Oscar for bedste kvindelige hovedrolle for sin rolle i filmen.
Morning Glory blev genindspillet i 1958 under titlen Stage Struck.